# Одиниця консистенції Бердена
Одиниця консистенції Бердена Bc (Bearden unit of consistency Bc) — одиниця вимірювання консистенції цементного розчину на консистометрі для вимірів під тиском. Прокачуваність або консистенція суспензії, виміряна в одиницях консистенції Бердена (Bc) — безрозмірна величина без прямого коефіцієнта перетворення в більш поширені одиниці в'язкості.
Час загуснення (прокачуваність) тампонажного розчину визначається на консистометрі при 150 об/хв. i вимірюється у безрозмірних одиницях Бердена (Bc) на консистометрах КЦ-3, КЦ-5, SKS-5025.
Стандартом ДСТУ Б. В.2.7-88-99, для тампонажних цементів типів I, II, III при температурах їх застосування, час загуснення до консистенції 30 Вс (одиниць консистенції Бердена) встановлюється не меншим 90 хв.